# یاسکائین
یاسکائین (انگلیسی: Yaskain) یک شهرک در شهرستان داولکانوفسکی در استان باشقیرستان کشور روسیه است.